# Compsibidion muricatum
Compsibidion muricatum är en skalbaggsart som beskrevs av Martins 1971. Compsibidion muricatum ingår i släktet Compsibidion och familjen långhorningar. Inga underarter finns listade i Catalogue of Life.